# Mikkel Kessler

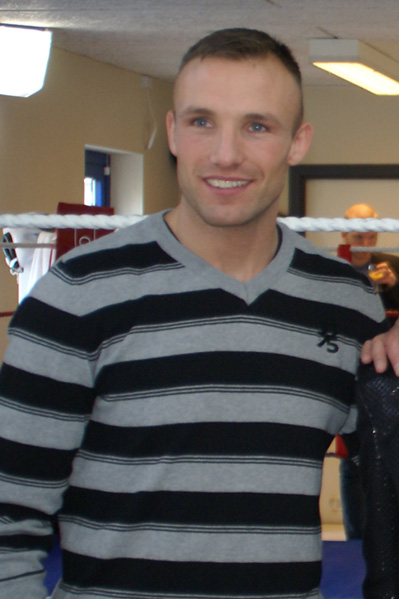
Mikkel Kessler

Mikkel Kessler (Kopenhagen, 1 maart 1979) is een professioneel Deens bokser, die woonachtig is in Kopenhagen. Zijn bijnaam luidt The Viking Warrior.